# سوق صناعة الفضاء

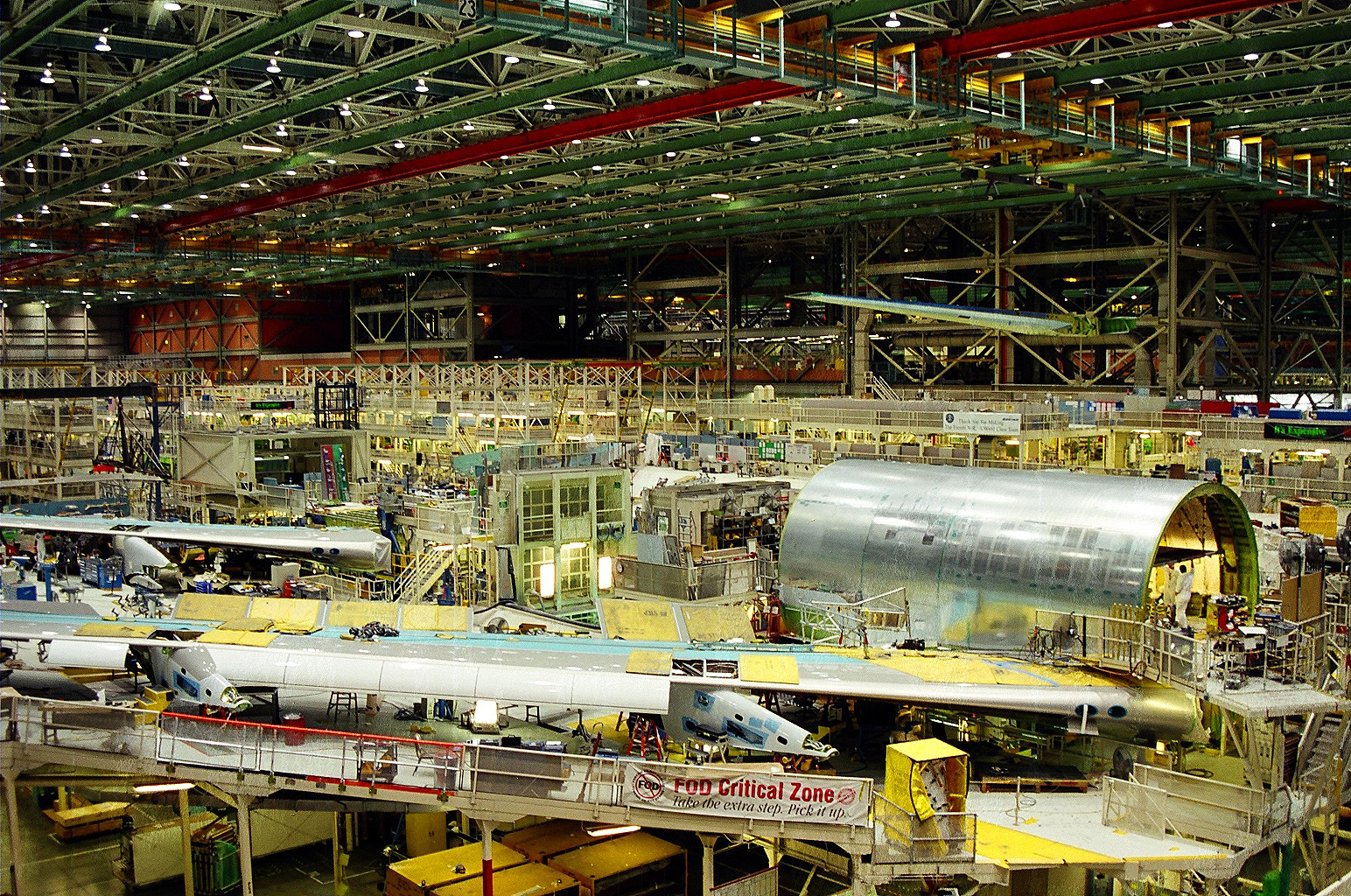

سوق صناعة الفضاء أو صناعة الفضاء , يقصد به المجهود الاقتصادي المتصل بصناعة المواد اللازمة للعمل بالفضاء ويستوي أن تكون هذه المواد في مدار الأرض أو ما خلفه، ونظراً إلى أن هذه الصناعة حالياً ترتكز بشكل كبير على ما يتعلق بالأقمار الصناعية فإن بعض المصادر تطلق عليه «سوق صناعة الأقمار الصناعية» بدلاً من سوق صناعة الفضاء، وكذلك يستخدم مصطلح تجارة الفضاء لنفس الغرض، والتعريف الضيق ينحصر في: تزويد الأقمار الصناعية ومنشآت الإطلاق بالعتاد اللازم.
ويمكن وصف سوق صناعة الفضاء بـ: «الشركات التي تعمل في كل ما يتعلق باقتصاد الفضاء، وتوفر المنتجات التي تستخدم في الفضاء», واقتصاد الفضاء قد تم تعريفه من قبل البعض بـ«كل المجهودات الحكومية والخاصة المتعلقة بتطوير وبحث وتوفير الخدمات والمنتجات القابلة للاستخدام في الفضاء، متألفةٌ من سلسلة قيمة مضافة طويلة تبدأ بجهود البحث والتطوير مروراً بتصنيع العتاد الفضائي وانتهاءاً بتوفير هذا العتاد أو الخدمات إلى مستفيديه النهائيين».

## قطاعات السوق وإيراداته
الثلاثة قطاعات الرئيسة في السوق تتشكل من: سوق صناعة الأقمار الصناعية، وسوق صناعة معدات الدعم الأرضي، وسوق صناعة معدات الإطلاق.
يتكون سوق صناعة الأقمار الصناعية من: صناعة القمر الصناعي بذاته وكذلك صناعة ملحقاته الفرعية، أما سوق صناعة معدات الدعم الأرضي فهو يتشكل من: صناعة مواد ومعدات مثل محطات الهواتف، البوابات، ومحطات التحكم، و (VSATs), وكذلك صحون أقمار البث المباشر (كالتي في أغلب المنازل), وبعض الأمور التقنية المتخصصة الأخرى، أما سوق صناعة معدات الإطلاق فيتشكل من: خدمات الإطلاق، صناعة المركبات، وصناعة الأنظمة الفرعية.
مع مراعاة إيرادات سوق صناعة الأقمار الصناعية عالمياً فإن الفترة بين 2002-2005 بقيت على مستوى 35 مليار دولار، الغالبية منها ذهبت إلى سوق صناعة المعدات الأرضية، وأقل مورد كان في قسم الإطلاق، تم تقدير جميع الخدمات التي تتعلق بالفضاء بـ100 مليار دولار، السوق وقطاعاته المتصلة به توظف قرابة 120الف شخص في دول منظمة التعاون الاقتصادي والتنمية، بينما سوق صناعة الفضاء في روسيا يوظف قرابة 250 الف شخص، رأس المال المقدر لـ937 قمر صناعي في عام 2005 يبلغ 170 -230 مليار دولار، في 2005 قامت دول منظمة التعاون الاقتصادي والتنمية بوضع ميزانية قدرت ب45 مليار دولار للأنشطة المتعلقة بالفضاء، الدخل المستمد من الخدمات والمنتجات الفضائية تم تقديره عاليماً بـ120 مليار دولار في 2006 , سوق صناعة الفضاء مهيمن عليه بشدة من دول مجموعة السبع، وذلك بسبب الاستثمار الكبير الذي يبذل في هذا السوق من قبل هذه الدول في مجالات الفضاء ومجالات الملاحة الفضائية.

## تاريخ السوق واتجاهاته
بدأت الصناعة بالتطور بعد الحرب العالمية الثانية، وذلك عند دخول الصواريخ والأقمار الصناعية للترسانات العسكرية، ومن ثم تم اكتشاف استخدامات مدنية وافرة فيها، وقد بقى مرتبطاً ارتباطاً وثيقاً بالحكومات، وقد كان في أوثق حالاته في صناعة الإطلاق، وذلك عن طريق وجود بعض محطات الإطلاق التي تدار من قبل الحكومة، مؤخراً بدأ القطاع الخاص يصبح أمراً أكثر واقعية ويحاول فرض نفسه، وحتى أحد أكبر الوكالات الحكومية كناسا مثلا بدأت تعتمد على خدمات الإطلاق الخاصة، وتوجد بعض القطاعات التي يتم تطويرها واعتبارها أمراً جديراً بالاهتمام هي سياحة الفضاء.
اتجاهات السوق في 2008-2009 قد تم وصفها كالتالي:
- ظهور مشغلي أقمار صناعية جدد.
- طلب متزايد على الخدمات الثابتة للأقمار الصناعية، وتطوير سوق خدمات الأقمار الصناعية المتعلقة بالهواتف المحمولة.
- كمية طلبات ثابتة على الأقمار الصناعية التجارية.
- تجاوب مرن مع الأزمة الاقتصادية في تلك الفترة.
- نضوج أسواق خدمات الاستشعار عن بعد، وسوق «موجات كا».